# 13761 Доррістейлор
13761 Доррістейлор  (13761 Dorristaylor) — астероїд головного поясу, відкритий 26 вересня 1998 року.
Тіссеранів параметр щодо Юпітера — 3,507.